# Jan Doliński (urzędnik)
Jan Doliński herbu Sas (Drag) (zm. do 7 stycznia 1472) – dygnitarz ziemski z czasów panowania Władysława Warneńczyka i jego następcy. Wojewoda zamkowy przemyski, podstarości przemyski (w 1440 r.), chorąży przemyski (w 1454 r.) i sędzia ziemski przemyski w 1468. Właściciel ziemski – posesjonat. Posiadał Postołów, który sprzedał w 1424 roku. Był właścicielem wsi Dolina w powiecie sanockim (obecnie administracyjne osiedle miasta Zagórza, według innych danych Doliny (w roku 1429), którą sprzedał w 1440. W następnym roku nabył Trześniów, Ruszelczyce, Iskań, Ruskie Dubiecko, które odsprzedał w 1463 roku. W 1465 roku kupił Nowosielce.